# C++23
C++23 je verze normy ISO/IEC 14882 programovacího jazyka C++ z roku 2023, která navazuje na C++20. Závěrečný draft C++23 je N4950.
Celkový plán pro C++23, podle něhož měla být do C++23 zapracována knihovní podpora korutin, podpora modulárního programování ve standardní knihovně, exekutory a podpora sítí, byl přijat na závěrečném zasedání pro C++20 v únoru 2020 v Praze.
První zasedání WG21 zaměřené na C++23 se mělo uskutečnit ve Varně na začátku června 2020, ale bylo zrušeno kvůli pandemii covidu-19, stejně jako zasedání v listopadu 2020 v New Yorku a zasedání v únoru 2021 v Kona na Havaji. Všechna následující zasedání uskutečněná do listopadu 2022 byla virtuální, od listopadu 2022 do závěrečného zasedání v únoru 2023 byla zasedání hybridní. Norma C++23 byla technicky finalizována skupinou WG21 během hybridního zasedání v Issaquah v únoru 2023.

## Moderní verze „Hello, world“
Po mnoha změnách v knihovnách provedených v draftu C++23 vypadá nová verze programu Hello world takto:
```
#include
 
<print>

int
 
main
()

{

    
std
::
println
(
"Hello, world!"
);

}

```

## Vlastnosti
Ke změnám, které byly přijaty do C++23, patří:

### Jazyk
- explicitní parametr this objektu[9]
- if consteval[10]
- operátor vícerozměrných indexů[11]
- statická volání a indexové operátory a statické lambda funkce[12][13]
- zjednodušení implicitního přesunu[14]
- auto(x) a auto{x}[15]
- nové direktivy preprocesoru:
  - #elifdef a #elifndef[16]
  - #warning[17]
- rozšíření životnosti některých dočasných entit ve smyčkách přes rozsah[18]
- nový standardní atribut [[assume(expression)]][19]
- vyvozování argumentů šablony třídy ze zděděných konstruktorů[20]
- možnost použití návěstí na konci složeného příkazu[21]
- povolení deklarace aliasů v inicializačních příkazech příkazů if, switch a for přes rozsah[22]
- sufixy literálů pro std::size_t a odpovídající typ se znaménkem[23]
- rozšířené typy s pohyblivou řádovou čárkou a literály pro tyto typy (podmíněně podporované)[24]
- závorky () v lambda výrazech bez parametrů jsou nyní nepovinné[25]
- atributy lambda výrazů[26]
- změny v constexpr:
  - neliterální proměnné, návěstí, a příkazy goto v constexpr funkcích[27]
  - umožnění aby proměnné s paměťovou třídou static nebo thread_local bylo možné používat v konstantních výrazech v constexpr funkcích[28]
  - návratový typ a typy parametrů constexpr funkcí nemusí být literální typy
  - nyní je možné napsat constexpr funkci, jejíž žádné vyvolání nesplňuje požadavky na základní konstantní výraz[29]
- zúžení kontextových konverzí na bool v static_assert a if constexpr[30]
- vypuštění bílých znaků před spojením řádků[31]
- deklarace pořadí prvků struktury je povinná[32]
- ohraničené escape posloupnosti[33]
- pojmenované univerzální znakové escapy[34]
- změny v kódování textu:
  - podpora UTF-8 jako přenositelného kódování zdrojových souborů[35]
  - konzistentní kódování znakových literálů[36]
  - znakové sady a kódování[37]

### Knihovna

#### Standardní podpora knihovních modulů
- standardní knihovní moduly std a std.compat[38]

#### Knihovní podpora korutin
- synchronní korutina std::generator pro rozsahy[39]

#### Podpora obecných programů
- výsledkový typ std::expected[40]
- monadické operace pro std::optional[41] a std::expected[42]
- pomocná funkce std::to_underlying pro získání podkladových hodnot enum[43]
- std::move_only_function pro funkční objekty, které podporují pouze přesun, ne kopírování[44]
- std::forward_like[45]
- std::invoke_r[46]
- std::bind_back[47]
- std::byteswap[48]
- std::unreachable: funkce pro označení nedosažitelného kódu[49]
- std::tuple je nyní kompatibilní s jinými objekty podobnými n-ticím[50]
- specializace std::basic_common_reference pro std::reference_wrapper vracející referenční typy[51]
- přidání implicitních argumentů pro forwardující konstruktor typu std::pair[18]

#### Podpora pro dobu překladu
- podpora constexpr v:
  - std::type_info::operator==[52]
  - std::bitset[53]
  - std::unique_ptr[54]
  - pro některé funkce z hlavičkového souboru <cmath>[55]
  - pro vestavěná přetížení funkcí std::to_chars a std::from_chars[56]
- nástroje pro metaprogramování:
  - typové rysy std::is_scoped_enum,[57] std::is_implicit_lifetime,[58] std::reference_constructs_from_temporary, a std::reference_converts_from_temporary.[59]
- přidání podpory výhradně přesunových typů pro porovnání v konceptech[60]

#### Iterátory, rozsahy a podpora algoritmů
- nová funkce pro konverze rozsahů std::ranges::to[61]
- nové algoritmy pro omezené rozsahy:
  - std::ranges::starts_with
  - std::ranges::ends_with[62]
  - std::ranges::contains
  - std::ranges::contains_subrange[63]
  - std::ranges::find_last a jiné varianty[64]
  - verze iota, shift_left, a shift_right používající rozsahy[65]
  - algoritmy obalující rozsahy[66]
- nový helper std::ranges::range_adaptor_closure pro uživatelské definice uzávěrů adaptérů rozsahů[47]
- nové adaptéry rozsahů:
  - std::views::zip a další varianty
  - std::views::adjacent a další varianty[67]
  - std::views::join_with[68]
  - std::views::slide
  - std::views::chunk[69]
  - std::views::chunk_by[70]
  - std::views::as_rvalue[71]
  - std::views::as_const[72]
  - std::views::repeat[73]
  - std::views::stride[74]
  - std::views::cartesian_product[75]
  - std::views::enumerate[76]
- oprava konstantních iterátorů, zarážek (anglicky sentinels) a rozsahů; std::ranges::cbegin a další podobné nástroje vracející konstantní iterátory musejí být plně funkční i pro mělké const pohledy (např. std::span)[72]
- umožnění použití iterátorů přes rozsahy jako vstupů pro algoritmy nepracující s rozsahy[77]
- uvolnění adaptérů rozsahu, aby je bylo možné používat pro typy umožňující pouze přesun[78]
- explicitní zpřístupnění některých víceparametrových konstruktorů pohledůexplicit[79]

#### Podpora správy paměti
- std::out_ptr a std::inout_ptr pro interoperabilitu s jazykem C[80]
- std::allocate_at_least a std::allocator::allocate_at_least[81]
- explicitní funkce std::start_lifetime_as pro správu životnosti pro typy s implicitní životností[82]
- zákaz uživatelských specializací std::allocator_traits[83]

#### Podpora zpracování řetězců a textu
- nové členské funkce a změny řetězcových typů:
  - std::basic_string_view::contains a std::basic_string::contains[84]
  - zákaz konstrukce std::basic_string a std::basic_string_view z nullptr[85]
  - explicitní konstruktor rozsahu pro std::basic_string_view[86]
  - std::basic_string::resize_and_overwrite[87]
  - přetížení reference rvalue std::basic_string::substr pro vytváření efektivních řezů[88]
- formátování rozsahů, n-tic, escapovaných prezentací znaků a řetězců, std::thread::id, a stacktraces.[89][90][91]

#### Podpora diagnostiky
- knihovna stacktrace[92]

#### Podpora vstupů a výstupů
- funkce std::print a std::println pro formátovaný výstup v novém hlavičkovém souboru <print>[93]
- nový hlavičkový soubor <spanstream>[94]
- podpora výlučného režimu ve funkcích z hlavičkového souboru std::fstream[95]
- std::basic_ostream::operator<<(const volatile void*)[96]

#### Podpora kontejnerů
- vícerozměrná verze span std::mdspan[97][98][99][100]
- konstruovatelnost a přiřaditelnost kontejnerů z jiných kompatibilních rozsahů[61]
- adaptéry kontejnerů flat set a flat map[101][102]
- nevyvozování kontextu pro alokátory v průvodcích vyvozování kontejnerů[103]
- heterogenní vymazání přetížení pro asociativní kontejnery[104]
- umožnění konstrukce dvojic iterátorů pro zásobník a frontu[105]
- vyžadování, aby std::span a std::basic_string_view byly triviálně kopírovatelné[106]

#### Podpora kompatibility s jazykem C
- nový hlavičkový soubor <stdatomic.h>[107]

### Hlášení o vadách jazyka
- Syntaxe C++ identifikátorů podle Přílohy 31 Mormy Unicode[108]
- umožnění duplicitních atributů[109]
- změna rozsahu platnosti koncového návratového typu lambda funkcí[110]
- omezení změn přetížených operátorů porovnání[111]
- zrušeno nedoporučování volatilních složených přiřazení[112][113]
- oprava kompatibility a přenositelnosti typu char8_t[114]
- zmírnění požadavků na wchar_t, aby odpovídal existující praxi[115]
- povolení určitých ukazatelů a referencí na this nebo na entity neznámého počátek (souřadnicového systému)/původ v konstantní výrazy[116]
- zavádění of bezprostředně-escalating funkcí promoted na bezprostředně funkcí[117]
- povolení static_assert(false) v kontextech neinstanciovaných šablon

### Opravy chyb v knihovně
- změny v knihovně rozsahů:
  - podmíněné vypůjčující rozsahy[118]
  - opravy adaptérů vstupních rozsahů a std::counted_iterator[119]
  - uvolnění omezení na std::ranges::join_view[120]
  - přejmenování std::ranges::split_view na std::ranges::lazy_split_view a nové split_view[121]
  - odstraněno omezení std::default_initializable z konceptu std::ranges::view[122]
  - nové std::ranges::owning_view (pohledy s vlastněním)[123]
  - oprava std::ranges::istream_view[124]
- změny v knihovně pro formátování textu:
  - std::basic_format_string[125]
  - kontroly formátových řetězců v době překladu
  - omezení velikosti binárního kódu std::format_to[126]
  - oprava zpracovávání locale v časových formátovačích[127]
  - zlepšení odhadu šířky[128] a počtu výplňkových znaků v std::format[129]
  - použití forwardujících referencí v argumentech formátu pro umožnění nekonstantně formátovatelných typů[130]
- úplné constexpr std::variant a std::optional[131]
- pomocné typy odvozené z std::variant v std::visit[132]

### Odstraněné a nedoporučované vlastnosti
Odstraněné vlastnosti:
- podpora garbage collectoru a (striktní) bezpečnosti ukazatelů[133] (což znamená, že bude dostupná pouze volná bezpečnost ukazatelů[134]). Tato minimální podpora garbage collection (a pro ni potřebná bezpečnost ukazatelů) byla přidána do C++11, ale žádný kompilátor ji nikdy nepodporoval, takže v C++23 byla odstraněna.[135] To však neznamená, že se v C++ nepoužívalo a nepoužívá mnoho implementací GC, například Boehm GC (kterou lze použít také v režimu ladění pro detekci úniků paměti), a taková GC je často implementována v C++, aby ji mohly používat i jiné jazyky
- smíšené spojování literálů širokých řetězců[136]
- nekódovatelné široké znakové literály a víceznakové široké znakové literály.[137]

Nedoporučované vlastnosti:
- std::aligned_storage a std::aligned_union[138]
- std::numeric_limits::has_denorm[139]

Znovu zavedené vlastnosti, které byly dříve nedoporučované:
- používání operátoru čárky v indexových výrazech již není nedoporučované, ale jeho sémantika byla změněna, aby podporovala přetížitelný n-adický operator[]
- hlavičkové soubory pro jazyk C (odpovídající hlavičkovým souborům <*.h> pro kompatibilitu s jazykem C)

## Publikováno jako technické specifikace
- Concurrency TS v2[140]

## Podpora překladače
- Do překladače Clang byla částečná podpora C++23 postupně doplňována od verze 13 z roku 2021 do verze 18 z roku 2024; je dostupná pomocí volby -std=c++23 . [141]
- Do překladače GCC byla částečná experimentální podpora C++23 přidána v roce 2021 ve verzi 11; je dostupná pomocí volby -std=c++2b nebo -std=c++23. Existuje také má volba -std=gnu++2b pro povolení GNU rozšíření s experimentální podporou C++23. [142]

## Historie
Protože nebylo možné pořádat prezenční zasedání skupiny WG21, byly některé změny schváleny na několika virtuálních zasedáních skupiny WG21 po neformálních hlasováních:
Po virtuálním zasedání WG21 9. listopadu 2020 byly přidány následující vlastnosti schválené neformálním hlasováním:
- sufixy literálů pro std::size_t a odpovídající typy se znaménkem
- členská funkce contains pro std::basic_string a std::basic_string_view vracející, zda řetězec obsahuje zadaný podřetězec nebo znak
- knihovna stacktrace (<stacktrace>) vycházející z knihovny Boost.Stacktrace
- znakový typ std::is_scoped_enum
- hlavičkový soubor <stdatomic.h> pro interoperabilitu s atomickými operacemi v jazyce C

Po virtuálním zasedání WG21 22. února 2021 byly přidány následující vlastnosti, které byly schváleny neformálním hlasováním:
- možnost vypustit závorky () prázdného seznamu parametrů v lambda výrazech
- oprava vstupních adaptérů rozsahů a counted_iterator
- uvolnění požadavků na time_point::clock[145]
- std::visit pro třídy, které jsou odvozené z std::variant
- locks lock lockables[146]
- mechanismus pro označení rozsahů jako conditionally borrowed, který vývojářům umožňuje kontrolovat, zda je bezpečné s nimi zacházet jako s „půjčenými“ (tj. lze je bezpečně používat i po přechodu do funkce, která rozsah převzala jako argument, aniž by bylo nutné kopírovat nebo přesouvat data)
- std::to_underlying

Po letním 2021 plenárním virtuálním zasedání pro ISO C++ standardy v červnu 2021 byly neformálním hlasováním schváleny nové vlastnosti a zprávy o defektech:
- consteval, pokud (if consteval)
- zúžení kontextové konverze pro bool
- povolení duplicitních atributů
- řetězcový proud (<spanstream>) založený na std::span
- std::out_ptr() a std::inout_ptr()
- constexpr pro std::optional, std::variant, a std::type_info::operator==
- konstruktory dvojic iterátorů pro std::stack (zásobník) a std::queue (frontu)
- změny v knihovně rozsahů:
  - zobecnění starts_with a ends_with pro libovolné rozsahy
  - přejmenování split_view to lazy_split_view a nový split_view
  - uvolnění omezení na join_view
  - Odstraňování default_initializable omezení z koncept view
  - konstruktor rozsahu pro std::basic_string_view
- zákaz konstrukcí std::basic_string a std::basic_string_view z nullptr
- std::invoke_r
- vylepšení std::format
- přidání implicitních argumentů k forwardujícímu konstruktoru pro std::pair

Od podzimu 2021 ISO C++ standardy plenárním virtuálním zasedání v říjnu 2021 byly schváleny nové vlastnosti a zprávy o defektech neformálním hlasováním:
- neliterální proměnné, návěstí a příkazy goto v constexpr funkcích, ale stále chybně utvořené pro jejich vyhodnocení v době překladu
- explicitní this objekt parametr
- změny znakové sady a kódování
- nové direktivy preprocesoru: #elifdef a #elifndef. Obě direktivy byly přidány v C23 (aktualizace normy jazyka C) a GCC 12[149]
- umožnění deklarace aliasů v init-příkazech
- přetěžování operátoru vícerozměrného indexu (například arr[1, 2])
- decay copy v jazyce: auto(x) nebo auto(x)
- změny v knihovně pro formátování textu:
  - oprava zpracovávání locales ve formátovačích času
  - použití předběžných referencí v argumentech formátu umožňuje typy podobné typu std::generator
- přidání typového aliasu std::pmr::stacktrace, který je ekvivalentní s std::basic_stacktrace<std::pmr::polymorphic_allocator>[150]
- změny v knihovně rozsahů:
  - upřesněná definice view
  - nahrazení šablony funkce std::ranges::istream_view šablonami aliasů std::ranges::istream_view, std::ranges::wistream_view a objektem std::views::istream
  - zip rodina adaptérů rozsahů:
    - zip_view
    - zip_transform_view
    - adjacent_view (a std::views::pairwise je ekvivalentní s std::views::adjacent<2>)
    - adjacent_transform_view (a std::views::pairwise_transform je ekvivalentní s std::views::adjacent_transform<2>)
- std::move_only_function
- monadické operace pro std::optional
- šablona členské funkce std::basic_string::resize_and_overwrite
- výpis volatile ukazatele (volatile T*)
- std::byteswap
- heterogenní přetížení erase a extract pro asociativní kontejnery
- každá specializace std::span a std::basic_string_view je triviálně kopírovatelná
- přidání podmíněných noexcept specifikací pro std::exchange[151]
- přepracování specifikace a použití typů třídy integer[152]
- vyjasnění statusu hlavičkových souborů z jazyka C ve standardní knihovně C++: Hlavním účelem hlavičkových souborů z jazyka C je zajištění interoperability s jazykem ISO C a s ostatními systémy, které používají ABI a spojovací konvence jazyka C. Ve zdrojovém kódu, který je určen pouze pro jazyk C++, nejsou hlavičkové soubory z jazyka C potřebné. Standardní knihovna C++ poskytuje hlavičkové soubory z jazyka C pro programy jako plně podporovanou, nikoliv nedoporučovaná část, ale zároveň nedoporučuje jejich používání v kódu, který nezajišťuje interoperabilitu s jinými programovacími jazyky.[153]

Po virtuálním zasedání WG21 7. února 2022 byly přidány následující vlastnosti, které byly schváleny na základě neformálních hlasování:
- povolení atributů operátorů volání lambda funkcí
- std::expected
- constexpr v cmath a cstdlib
- funkce pro označení nedosažitelného kódu
- ranges::to
- typová vlastnost pro detekci vazby reference na dočasný objekt
- std::unique_ptr je nyní constexpr
- podpora uživatelem definovaných adaptérů rozsahů
- ranges::iota, ranges::shift_left a ranges::shift_right
- views::join_with
- použití okének v adaptérech rozsahů: views::chunk a views::slide
- views::chunk_by

Po virtuálním zasedání WG21 25. července 2022 byly přidány následující vlastnosti a zprávy o defektech, které byly schváleny neformálním hlasováním:
- omezení změn přetížených operátorů porovnání
- zrušeno nedoporučování bitových přiřazení do volatile proměnné
- přidána direktiva preprocesoru #warning
- odstraněny nekódovatelné široké znakové literály a víceznakové široké znakové literály
- povolení návěstí na konci složených příkazů
- přidány escape posloupnosti ve složených závorkách pro čísla v osmičkové a šestnáctkové soustavě a pro univerzální jména znaků
- umožnění, aby constexpr funkcí na nikdy být konstantní výrazy
- zjednodušení některých implicitních přesunových pravidel z C++20 a umožnění implicitního přesunu při vrácení rvalue reference
- přidána možnost zadávání znaků Unicode jménem. Například U'\N{LATIN CAPITAL LETTER A WITH MACRON}' // Ekvivalent U'\u0100'
- umožnění, aby operator() a lambda funkce mohly být static
- umožnění ukazatelů a referencí na this a entity neznámého původu v konstantních výrazech
- umožnění, aby implementace definovala rozšířené typy s pohyblivou řádovou čárkou vedle tří standardních typů. Přidané typové aliasy std::float16_t, std::float32_t, std::float64_t, std::float128_t, std::bfloat16_t pro tyto rozšířené typy zpřístupněné v hlavičkovém souboru <stdfloat>, odpovídající literální sufixy f16 f32 f64 f128 bf16nebo F16 F32 F64 F128 BF16 a přidané přetížení do různých standardních knihovních funkcí, jejichž parametry jsou typy s pohyblivou řádovou čárkou
- přidán atribut [[assume(expression)]], který umožňuje překladači předpokládat, že poskytnutý výraz je pravdivý pro umožnění optimalizací
- povinná podpora zdrojových souborů v UTF-8; poskytuje přenositelné kódování zdrojových souborů
- umožnění, aby pole prvků typu char a unsigned char byla inicializována řetězcovými literály v kódování UTF-8
- odstranění požadavku, aby wchar_t mohl kódovat všechny znaky rozšířené znakové sady, ve výsledku umožňuje, aby se UTF-16 mohlo používat pro široké řetězcové literály
- přidáno std::mdspan, pohled na vícerozměrná pole podobný std::span
- doplnění flat_map a flat_set ke standardní knihovně
- přidány funkce std::print a std::println pro tisk formátovaného textu na stdout
- pojmenované moduly std a std.compat pro import standardní knihovny
- přidána podpora výlučného režimu fstreams, podobná použití příznaku "x" v fopen
- umožnění, aby std::format zpracovávalo rozsahy, n-tice a jiné kontejnery
- přidáno std::forward_like
- funkce std::string::substr nyní používá přesunovou sémantiku
- přidána funkce std::generator, která implementuje generátor korutin modelující std::ranges::input_range
- views::cartesian_product, views::repeat, views::stride, views::as_const, views::as_rvalue
- přidány nové algoritmy: ranges::find_last, ranges::contains, a rozsahy záhyb algoritmy
- std::tuple je kompatibilní s jinými objekty podobnými n-ticím
- explicitní řízení životnosti pro typy s implicitní životností
- funkce std::bitset a celočíselná přetížení funkcí std::to_chars a std::from_chars jsou kompatibilní s constexpr
- přidána podpora pouze přesunových typů pro porovnávání konceptů
- iterátory přes rozsahy jako vstupy pro algoritmy nepracující s rozsahy
- uvolnění adaptérů rozsahů pro typy umožňující pouze přesun

Po hybridním zasedání WG21 7. listopadu 2022 byly doplněny následující vlastnosti a zprávy o defektech, které byly schváleny neformálním hlasováním:
- umožnění, aby operator[] byl static
- umožnění, aby se proměnné s třídou paměti static a thread_local mohly používat v constexpr funkcích, pokud jsou použitelné v konstantních výrazech
- propagace consteval vzhůru, což znamená, že určité existující funkce s constexpr nyní budou consteval, pokud mohou být vyvolané pouze v době překladu
- životnost dočasných proměnných, které se vyskytují v inicializátoru for cyklů přes rozsahy, rozšířena aby pokrývala celý cyklus
- zrušeno nedoporučování (všech, nejen bitových) složené přiřazení do proměnných volatile
- monadické funkce pro std::expected
- synchronizuje výstup funkce std::print s podkladovým proudem, pokud se používá nativní Unicode API[157]

Po závěrečném hybridním zasedání WG21 ve dnech 6.-11. února 2023 byly přidány následující vlastnosti a zprávy o defektech, které byly schváleny neformálním hlasováním:
- odkaz na normu Unicode[159]
- stashing iterators (iterátory, které si ukládají kopii hodnot) mohou být pouze vstupní[160]
- views::enumerate
- explicitní zpřístupnění víceparametrových konstruktorů pohledů
- mírné uvolnění pravidel pro rozsahy
- vylepšení escapování v std::format
- zlepšení odhadu šířky v std::format
- přípustné vyplňkové znaky v std::format
- formátování thread::id a výstupu stacktrace
- typová vlastnost std::is_implicit_lifetime
- std::common_reference_t v std::reference_wrapper musí být referenčního typu
- zákaz uživatelských specializací std::allocator_traits
- std::pmr::generator
- označení std::numeric_limits::has_denorm jako zastaralé
- záruky dokončení fáze std::barrier